# ヴィーラ 踊るONE MORE NIGHT!
『ヴィーラ 踊るONE MORE NIGHT!』（ヴィーラ おどるワン・モア・ナイト!、原題：Veera）は、1994年に公開されたインドのタミル語ロマンティック・コメディ映画。スレーシュ・クリシュナが監督を務め、ラジニカーント、ミーナ、ロージャーが出演している。1992年公開の『Allari Mogudu』のリメイク作品。

## ストーリー
カラマダイで暮らすムトゥヴィーラッパン（ムトゥ）は、村に引っ越してきたデヴァヤーニ（デヴィ）に恋をする。ムトゥはデヴィに近づくため、カルナーティック音楽家である彼女の父シャストリーに弟子入りする。ムトゥはシャストリーの家に通う中でデヴィと親密になっていくが、友人たちとデヴィを口説き落とす計画を話している姿をデヴィに目撃されてしまう。ムトゥは下心のためにシャストリーに弟子入りしたことをデヴィに咎められ、一心に音楽に取り組むようになる。やがてシャストリーから一人前の音楽家として認められたムトゥは、デヴィに自分の想いを告げ婚約する。しかし、婚約を公にする前に村の有力者の息子ラトナムがデヴィを襲おうとしたため、ムトゥはラトナムを殴り倒してしまう。そのことを知った有力者はムトゥの母に対し、自分から借りた10万ルピーを即座に返すように要求し、返せなければ家を競売に出すと脅迫する。ムトゥは母に懇願され、10万ルピーを稼ぐためマドラスで開催される音楽コンテストに出場しようと考える。
マドラスに到着したムトゥは、偶然出会ったタブラ奏者ラヴィと共に音楽コンテストに出場するため主催企業のヴィシュワナーダン社長やチャンドラン部長に談判するが、門前払いされてしまう。2人はヴィシュワナーダンの娘ルーパに取り入って出場を頼もうと考えるが、彼女に一蹴されてしまう。しかし、ルーパがギャングのハリッチャンドランに襲われていたところをムトゥが助けたことで、彼女の懇願を受け入れたヴィシュワナーダンによって2人は出場を許可される。出場したムトゥの歌声は観客を魅了し、彼は優勝して10万ルピーを手に入れる。ムトゥはヴィシュワナーダンからプロデビューを勧められたが辞退し、故郷に戻り10万ルピーを有力者に叩きつけ、襲いかかってきたラトナムと手下たちを撃退する。彼はそのままデヴィの家に向かうが、友人たちから家は洪水で流され、デヴィとシャストリーが死んだことを伝えられる。デヴィの死に打ちひしがれるムトゥに対し、母はマドラスに戻り新しい人生を生きるように促す。
マドラスに戻ったムトゥは「ヴィーラ」として歌手デビューして成功を収め、ヴィシュワナーダンはムトゥを気に入り会社の経営に参画させようとする。同じころ、ムトゥはチャンドランが海賊版を横流しして不正な利益を得ていたことを突き止め、チャンドランは警察に逮捕される。ルーパはムトゥに想いを寄せるが、ムトゥはデヴィへの想いから求婚を断ろうとする。彼は母から説得されルーパと結婚したものの、デヴィへの想いを引きずり夫婦仲は深まらなかった。しかし、母から諭されたムトゥはデヴィへの想いを断ち切り、ルーパとの仲を深めていく。ある日、ヴィシュワナーダンが心臓発作で倒れ、ルーパは父の治療のためアメリカ合衆国に向かう。そんな中、デヴィが洪水から生き延びていたことが判明する。彼女は記憶を失っていたが、ラジオから流れる歌声を聞き、ムトゥのことを思い出した。医師から「ショックを与えたら彼女は死んでしまう」と告げられたムトゥは、ルーパのことを伏せたままデヴィとの生活を始める。
デヴィはムトゥを連れて寺院に向かい、正式に結婚する。しかし、同じ寺院を訪れていたルーパに見つかり、引き止めに来ていたラヴィは「ヴィーラそっくりの別人」と嘘をついてしまい、ムトゥは「ムトゥ」「ヴィーラ」として二重結婚生活を送ることになってしまう。偶然出会ったデヴィとルーパは、互いの夫が瓜二つであることに意気投合し、困り果てたムトゥは「ムトゥ」と「ヴィーラ」のツーショット写真を合成して二重結婚を隠そうとする。同じころ、刑務所を出たハリッチャンドランとチャンドランはムトゥに復讐するため手を組み、ムトゥに外見が似ていた手下を殺し、ムトゥにヴィーラ殺害の罪を着せる。逮捕されたムトゥは警部に事情を説明して猶予をもらい、真犯人を探そうとする。同時にデヴィとルーパに真実を伝えるが、2人はムトゥに「どちらの夫になるのか」と迫る。
返事に困ったムトゥの目の前で、デヴィとルーパがハリッチャンドランの手下に連れ去らわれる。2人を助けるため、ムトゥは音楽コンテスト会場に乗り込み、ハリッチャンドランとチャンドランを倒して2人を助け出す。しかし、デヴィとルーパは互いにいがみ合いムトゥを気遣う姿勢が見られなかったことに呆れたムトゥの母は、彼女たちの姿勢を咎め、息子を連れて故郷に戻ってしまう。ムトゥ母子とラヴィが村に戻ると、ムトゥの家にはデヴィとルーパ、ヴィシュワナーダンが帰りを待っていた。デヴィとルーパはムトゥを労うが、互いにいがみ合いその場を離れていく。2人の姿を見たムトゥは困り果てた表情を浮かべる。

## キャスト
- ムトゥヴィーラッパン/ムトゥ/ヴィーラ - ラジニカーント[2]
- デヴァヤーニ（デヴィ） - ミーナ[3][4]
- ルーパ - ロージャー（英語版）[5]
- ヴィシュワナーダン - ジャナガラージュ（英語版）[6]
- ラヴィカーント - センディル[3]
- ムトゥヴィーラッパンの母 - ヴァディヴカラシ（英語版）[7]
- チャンドラン - J・リヴィングストン（英語版）[8]
- ハリッチャンドラン - マヘーシュ・アーナンド（英語版）[4]
- 村の有力者 - ヴィヌー・チャクラヴァルティー（英語版）[9]
- ラトナヴェルー（ラトナム） - アジャイ・ラトナム（英語版）[6]
- 警部 - チャラン・ラージ（英語版）
- クリシュナムルティー・シャストリー - チャールハーサン（ノンクレジット）[3]

## 製作

### 企画
ラジニカーントはスレーシュ・クリシュナとパンチュ・アルナーチャラムと共にテルグ語映画『Allari Mogudu』を鑑賞し、同作のリメイクを製作したいという意思を2人に伝えた。これに対し、クリシュナは映画の内容を気に入らなかったため、「自分が監督するのは不向きである」として反対した。ラジニカーントは「2人の妻」が登場するコメディ映画の製作を希望したが、クリシュナは『Allari Mogudu』がラジニカーント主演作に共通する価値観と合致せず、ラジニカーントが重婚のキャラクターを演じることをファンは受け入れないだろうと考えた。これに対し、ラジニカーントは内容の一部は変更可能であると反論している。クリシュナは『バーシャ! 踊る夕陽のビッグボス』の企画を進めようとしたが、ラジニカーントから『Annamalai』と内容が似ていた場合、観客から失望されるとして反対した。クリシュナはラジニカーントの意見を受け入れて企画を一時棚上げしたが、『Allari Mogudu』のリメイクには同意しなかった。
その後、ラジニカーントとクリシュナはハイデラバードのタージ・バンジャラ・ホテルで脚本について話し合った。2人は10日間かけて脚本の概要をまとめ、クリシュナは内容をラジニカーントのスタイルに合わせた形に修正し、新たなロジックを追加した。クリシュナは最終草案をアルナーチャラムに渡し、彼は内容を気に入り脚本の変更を受け入れた。クリシュナによると、脚本は『Allari Mogudu』よりも「感情的な深み」を持ち、ラジニカーントが演じるムトゥヴィーラッパン（ムトゥ）は彼によってコントロールできない事態が原因で重婚することになった敬虔な人物として構築された。彼はムトゥが2人目の女性ルーパと結婚するが、最初の妻デヴィへの想いを忘れない誠実さを持ち、2度目の結婚は母親から勧められる形になると語っている。劇中でムトゥがデヴィから贈られた紐を外すことで彼女への想いを封印するシーンは、アルナーチャラムのアイディアで取り入れられた。
『Allari Mogudu』では2人目の妻の主人公への想いは性的な欲求だったが、『ヴィーラ 踊るONE MORE NIGHT!』では性的な欲求は二次的なものになっている。クリシュナは「脚本が輝きを放つまで、何度も脚本を練り込みました。最終的に脚本は基本的なプロットのために、ほとんど『ヴィーラ 踊るONE MORE NIGHT!』は新作に近いものになりました」と語っている。製作にはアルナーチャラムの妻ミーナ・パンチュ・アルナーチャラムが経営するP・A・アート・プロダクションが参加した。脚本家としてクレジットされるのはアルナーチャラムのみとなり、『Allari Mogudu』の脚本を手掛けたP・サティヤナンドは「原案」としてクレジットされた。撮影監督にはP・S・プラカーシュ、編集技師にはガネーシュ＝クマール、美術監督にはマギーが起用された。アクション指導はラージュ、ダンスシークエンスの振り付けはラグラームが担当している。『Allari Mogudu』に出演していたミーナは同じ役（デヴィ役）で起用され、『Allari Mogudu』でラムヤ・クリシュナが演じた2人目の妻役（ルーパ役）にはロージャーが起用された。ボリウッド俳優のマヘーシュ・アーナンドは悪役ハリッチャンドランに起用され、タミル語映画デビューを果たした。

### 撮影
主要撮影はラージャムンドリーから始まった。「Maadethile Kanni」シーンの撮影は、40人のダンサーを動員してタラコーナで行われた。撮影初日を終えたクリシュナは、ロケーション現場が期待したクオリティを表現できなかったことに不満を抱き、撮影チームはマドラスに戻り、ラガヴェンドラ・カリヤーナ・マンダパムとAVMスタジオで撮影を行った。「Konji Konji」シーンの撮影はマドラスのナラダ・ガナ・サーバで行われた。この曲はムトゥが音楽コンテストで歌い曲だが「活気に満ちた曲ではない」ため、クリシュナは「ルーパのイメージを通して」という形で、ムトゥが様々な衣装を着ているインターカットシーンを挿入した。彼によると、ムトゥは白シャツに黒ズボンを着た姿のまま後半まで進むため、このシーンが彩のある衣装を着たムトゥを見せる好機になったという。
「Malai Kovil Vaasalil」シーンの撮影は、スライペルンブドーのMRFレーシング場で行われた。このシーンでは2万個のランプを使い「ムトゥ（முத்து）」の文字を浮かび上がらせた。クリシュナは風で灯りが消えないように煙突型ランプを使用している。また、このシーンは上空から撮影する必要があったため、プラカーシュは撮影現場から61メートル離れた場所にある塔からズームインとズームアウトを駆使して撮影を行った。クリシュナは、このシーンの撮影はキャリアの中で「最も骨の折れる撮影シークエンスの一つ」だったと語っている。ラジニカーントとアーナンドは、ムトゥとハリッチャンドランがジャンプして両手を絡めながら地面に落ちるアクションシーンを撮影する際にリハーサルを行わなかった。2人はスタントマンの演技を見て、その指導に従いながら撮影を行った。ラジニカーントはスタントマンに頼らず、全てのシーンを自分で演技している。
マギーのアシスタントを務めたマニは、映画に登場する31メートル×61メートルの砂絵を手掛けている。マニはロープで腰を縛り、水平に吊られながら砂絵を描いた。この作業には2日間を要している。ムトゥとラヴィカーントが寺院でルーパを騙すシーンは、ハイデラバードのビルラー寺院で撮影された。ラジニカーントの演技は大半がアドリブであり、ムトゥがドウティを脱ぎ捨てスーツに着替えるシーンはリテイクなしで撮影されている。ムトゥが黙っている横でラヴィカーントがチャンドランと会話するシーンでは、ラジニカーントはセンディルの話術に笑いを堪えることができず、タオルで口を覆って笑い声が漏れないようにしていた。ポストプロダクションの際にミーナの声はK・R・アヌラダーが吹き替え、オープニングの「スーパースター」のグラフィックタイトルカードは『Annamalai』のものが使用された。

### サウンドトラック
サウンドトラックの作曲はイライヤラージャ、作詞はパンチュ・アルナーチャラムとヴァーリが手掛け、ピラミッド・ミュージックのレーベルで発売された。ラージャムンドリーでの撮影中、イライヤラージャはデュエット曲を作曲してクリシュナに送った。彼は曲自体は気に入ったが、シークエンスには合わないと判断し、ラジニカーントと他のスタッフも同様の感想を抱いた。マドラスに戻ったクリシュナはイライヤラージャに会い、デュエット曲がシークエンスの雰囲気に合致しないことを伝えた。イライヤラージャはクリシュナに対して激怒したが、数時間後にはデュエット曲を他の曲に差し替えている。
大半の曲はカルナーティック・ラーガを用いており、「Konji Konj」ではダルマヴァティ、「Malai Kovil Vaasalil」ではアサヴェリ、「Pattu Poo Poo」ではチャラナータ、「Thirumagal」ではラリターを使用している。「Maadethile Kanni」ではヒンドゥスターニー・ラーガのブリンダバニ・サラングが使用された。「Konji Konji」は男声版と女声版の2バージョンがレコーディングされ、それぞれS・P・バーラスブラマニアムとK・S・チトラが担当している。

## 作品のテーマ
作家のS・ラージャナヤガムは『ヴィーラ 踊るONE MORE NIGHT!』をラジニカーント主演作『Panakkaran』と比較している。これは、両作とも「本当に価値あるものは良き親、妻、子、友人である」という価値観が共通しているためである。『ヴィーラ 踊るONE MORE NIGHT!』は『Allari Mogudu』のリメイクであるが、多くの作家は重婚をテーマにした『Rettai Vaal Kuruvi』『Micki & Maude』と比較している。

## 評価

### 興行収入
『ヴィーラ 踊るONE MORE NIGHT!』はプタンドゥ期間中の1994年4月14日に公開された。公開から数週間は『Annamalai』と比較されることが多く興行収入は平凡な記録に留まっていたが、次第に観客動員数が増加して100日間上映された。クリシュナはヒットの理由はコメディ要素と『Annaamalai』以後の「想像以上に高まった」ラジニカーント人気にあると指摘し、批評家たちは映画音楽がヒットの理由と分析した。ジャーナリストのスディール・スリニヴァサンによると、『ヴィーラ 踊るONE MORE NIGHT!』はNSC地域（旧北アルコット県、旧南アルコット県、チェンガルパトゥ）で1000万ルピーの興行収入を記録した最初のタミル語映画であり、歴史家G・ダナンジャヤンはチェンガルパトゥのみで1000万ルピーの収益を上げたと分析している。

### 批評
『ヴィーラ 踊るONE MORE NIGHT!』は賛否両論となった。ラジニカーントのファンは『Annaamalai』と異なり、ムトゥがヒロイズムに欠けるキャラクターだったことに失望した。インディアン・エクスプレスのマリニ・マンナートは、前半のラジニカーントのコメディシークエンスを賞賛したが、ムトゥがデヴィの死を知る経緯には「説得力が欠けている」と批評し、彼女は「脚本の内容は急降下し、後半にデヴィが戻ってきても回復することはなかった」と批評している。また、後半のラジニカーントのコメディシークエンスは強制されたように感じ、「この段階での彼のキャリアを考えれば、より意味のある役柄を果たせたかも知れない」と述べ、映画音楽については高い評価を与えている。ニュー・ストレーツ・タイムズのK・ヴィジインはアクションシークエンスと主演女優の演技、イライヤラージャの音楽を賞賛したが、ハリッチャンドランの存在については「メインストーリーとほとんど関係がない」「ラジニカーントのアクション志向のファンを喜ばせるためだけの存在だった」と批評している。マヌシは「監督は死んだと思われた妻を生き返らせたり、2人の妻を一緒に行動させたり工夫を凝らしています。ラストシークエンスは粗雑で練り込み不足、そして悪趣味でした」と批評している。

## 反響
『ヴィーラ 踊るONE MORE NIGHT!』の成功により、ラジニカーントは自身の製作会社ラジニ・アーツが製作した『Valli』の興行的損失を一部弁済した。同作はヒンディー語吹替版も上映され、1996年にはヒンディー語リメイク映画『Saajan Chale Sasural』が公開された。劇中でムトゥが発する「Owwizzit?」という台詞は、「Soopar」と同様に観客から人気を集めた。エルレッド・クマールはタイトルの使用権を獲得し、2018年に『Veera』を製作している。